# Liste von Psychiatrien in Bayern
Die Liste von Psychiatrien in Bayern erfasst ehemalige und aktuelle psychiatrische Fachkliniken des Landes Bayern.

## Liste
Chronologisch nach Gründung.
| Name                                                                                     | Ort                | Gründung | Bemerkungen | Bild |
| ---------------------------------------------------------------------------------------- | ------------------ | -------- | --- | ---- |
| Klinikum am Bruderwald Sozialstiftung Bamberg                                            | Bamberg            | 1805     | als „St. Getreu, Kreisirrenanstalt Bamberg“ gegründet. |      |
| Klinikum am Europakanal                                                                  | Erlangen           | 1836     | als „Kreisirrenanstalt Erlangen“ gegründet. |      |
| Bezirkskrankenhaus Kaufbeuren                                                            | Kaufbeuren         | 1849     | als „Kreis-Irrenanstalt Irsee“ in der heutigen Verwaltungsgemeinschaft Pforzen gegründet. Ergänzt 1876 durch die Eröffnung der „Kreis-Heil- und Pflegeanstalt Kaufbeuren“. |      |
| Bezirksklinikum Regensburg                                                               | Regensburg         | 1852     | als „Königliche Kreisirrenanstalt Karthaus-Prüll“ gegründet. |      |
| Krankenhaus für Psychiatrie, Psychotherapie und Psychosomatische Medizin Schloss Werneck | Werneck            | 1855     | als „Kreisirrenanstalt Werneck“ gegründet. |      |
| Bezirkskrankenhaus Bayreuth                                                              | Bayreuth           | 1870     | als „Kreisirrenanstalt Bayreuth“ gegründet. |      |
| Inn-Salzach-Klinikum                                                                     | Wasserburg am Inn  | 1883     | als „Königlich-Bayerische Heil- und Pflegeeinrichtung für Nervenkranke“ gegründet.                                                                                         |      |
| Heilanstalt Neufriedenheim                                                               | München            | 1891     | 1941 aufgelöst. |      |
| Bezirksklinikum Ansbach                                                                  | Ansbach            | 1902     | als „Kreisirrenanstalt Ansbach“ gegründet. |      |
| Psychiatrische Universitätsklinik Erlangen                                               | Erlangen           | 1903     | |      |
| Isar-Amper-Klinikum München-Ost                                                          | München            | 1905     | als „Oberbayerische Kreisirrenanstalt Eglfing“ gegründet, 1931 zur „Oberbayerischen Kreis-Heil- und Pflegeanstalt“ zusammengelegt.                                         |      |
| Bezirksklinikum Mainkofen                                                                | Deggendorf         | 1911     | |      |
| Oberbayerische Kreisirrenanstalt Haar                                                    | München            | 1912     | 1931 zur „Oberbayerischen Kreis-Heil- und Pflegeanstalt“ zusammengelegt.                                                                                                   |      |
| Bezirkskrankenhaus Günzburg                                                              | Günzburg           | 1915     | als „Heil- und Pflegeanstalt Günzburg“ gegründet. |      |
| Kbo-Isar-Amper-Klinikum                                                                  | Taufkirchen (Vils) | 1919     | vom bayerischen Armenverband zur Betreuung psychisch kranker Menschen gegründet.                                                                                           |      |
| Frankenalb-Klinik Engelthal                                                              | Engelthal          | 1973     | 1898 eröffnet, seit 1973 auf Psychiatrie spezialisiert. |      |
| Herzogsägmühle                                                                           | Peiting            | 1979     | 1894 errichtet, seit 1979 Rehabilitationszentrum für Menschen mit seelischer Erkrankung.                                                                                   |      |
| Bezirkskrankenhaus Kempten                                                               | Kempten (Allgäu)   | 1986     | |      |
| Bezirkskrankenhaus Augsburg                                                              | Augsburg           | 1989     | |      |
| Bezirkskrankenhaus Straubing                                                             | Straubing          | 1990     | |      |
| Bezirkskrankenhaus Landshut                                                              | Landshut           | 1993     | [ 4 ] |      |
| kbo-Lech-Mangfall-Klinik Landsberg am Lech                                               | Landsberg am Lech  | 2002     | seit 2002 dem Klinikum Landsberg am Lech angeschlossen (kbo = Kliniken des Bezirks Oberbayern).                                                                            |      |
| Bezirkskrankenhaus Passau                                                                | Passau             | 2013     | [ 6 ] |      |
| Klinik für Psychiatrie, Psychotherapie und Psychosomatik am Klinikum Nürnberg            | Nürnberg           |          | |      |
| Klinik für Psychiatrie und Psychotherapie Fürth                                          | Fürth              | 2022     | [ 7 ] |      |